# Rotonda de los Tlaxcaltecas Ilustres
La Rotonda de los Tlaxcaltecas Ilustres se encuentra en la parte superior del Panteón Regional de Tizatlán, en el municipio de Tlaxcala del estado homónimo.

## Personajes que se encuentran en la Rotonda[1]
| Nombre                | Fecha         | Actividad                                                              | Origen                                               |
| --------------------- | ------------- | ---------------------------------------------------------------------- | ---------------------------------------------------- |
| Juan Cuamatzi         | (1879 - 1911) | Militar, jefe revolucionario                                           | San Bernardino Contla (act. Contla de Juan Cuamatzi) |
| Leonarda Gómez Blanco | (1900 - 19??) | Educadora rural                                                        | Sotuta, Yucatán                                      |
| Miguel Nicolas Lira   | (1905 - 1961) | Escritor, editor, educador y funcionario público                       | Tlaxcala, Tlaxcala                                   |
| Miguel Lira y Ortega  | (1827 - 1882) | Militar y político                                                     | Tlaxcala, Tlaxcala                                   |
| Rebeca Torres de Lira |               | Política, primera mujer presidente municipal de Tlaxcala (1955 a 1958) | Tlaxcala, Tlaxcala                                   |